# Rozhodné testy
Rozhodné testy (z anglického high-stakes tests, doslova „testy, kde je mnoho v sázce“) jsou testy, jejichž výsledky mají pro testovaného významné důsledky. Úspěšné složení testu znamená významný přínos, například osvědčení o absolvování střední školy, získání stipendia nebo získání osvědčení pro výkon určité profese. Neúspěch v testu s sebou nese významné nevýhody, jako např. nutnost navštěvovat doučovací kursy tak dlouho, dokud není test úspěšně složen, zákaz řízení auta, anebo to, že testovaný nemůže najít zaměstnání. Využívání a zneužívání rozhodných testů představuje velmi kontroverzní téma zejména ve Spojených státech.[zdroj?]

## Definice
V běžném použití je rozhodný test jakýkoli test, který má významné důsledky, nebo jsou na základě výsledků tohoto testu přijímána významná rozhodnutí. V užší definici je rozhodný test:
- jednotlivý test, u kterého je definováno, co hodnotí,

- obsahuje jasnou hranici mezi tím, kdo uspěl, a tím, kdo neuspěl

- přináší přímé důsledky úspěchu nebo neúspěchu v testu (něco „je v sázce“).

Rozhodné testy nejsou totéž jako testování pod tlakem. Český středoškolák se může cítit pod tlakem očekávaného úspěšného absolvování testu Obecné studijní předpoklady (např. v rámci studia na střední škole), který je v České republice používán řadou vysokých škol jako kritérium přijetí na VŠ. Výsledky testu testu Obecné studijní předpoklady (OSP), absolvovaného v rámci přípravy na střední škole, přímo nepředurčují přijetí na vysokou školu nebo universitu. V tomto konkrétním případě tedy není test OSP považován za rozhodný test. Jakmile však bude uchazeč o studium na vysoké škole postaven před nutnost absolvovat test OSP v rámci Národních srovnávacích zkoušek, pak je test OSP rozhodným testem.

## Co je v sázce
„Vysoká sázka“ není charakteristikou samotného testu, ale souvisí s důsledky, které jsou z výsledků testu vyvozovány. Nezáleží například na tom, jaký typ testu se použije – písemný s volbou z několika možných odpovědí, ústní zkouška nebo praktický test – např. pro medicínskou praxi je nutné úspěšně zvládnout licenční test v medicíně.
Chápání „sázky“ (toho, o čem test rozhodne) může být různé. Například vysokoškolští studenti, kteří chtějí přeskočit úvodní kurs, obvykle musí podstoupit zkoušky, aby se zjistilo, zda ovládli látku a mohou pokračovat na další úrovni. Složení zkoušky může snížit výši školného a zkrátit dobu studia na universitě. Pro studenta, který usiluje o získání těchto benefitů, je to rozhodná zkouška. Jiný student, kterému na výsledku zkoušky nezáleží a stačí mu, že je zařazen do skupiny odpovídající úrovně, může tutéž zkoušku považovat za zkoušku, ve které o mnoho nejde.
Spojení „vysoké sázky“ (high stakes) je přímo odvozeno z prostředí hazardních her. V hazardu je „sázka“ množství peněz nebo jiného zboží, o které lze přijít na základě výsledku nějaké specifické události. Hra o vysoké sázky je taková hra, ve které je podle mínění hráče riziko ztráty velkého množství peněz. Toto slovní spojení (high stakes) má naznačovat, že zavádění takového systému znamená nejistotu a možnou ztrátu pro testované, kteří musí uspět ve zkoušce a „vyhrát“, místo toho, že by mohli dosáhnout cíle jiným způsobem.
Příklady rozhodných testů, a o čem rozhodnou:
- Závěrečné zkoušky na střední škole a osvědčení (v Česku maturita)
- Přijímací zkoušky na vysokou školu v některých zemích, jako např. Národní srovnávací zkoušky v České republice
- Testy v rámci některých vzdělávacích systému (např. v americkém programu No Child Left Behind mají výsledky v testech vliv na financování školy)
- Pohovory uchazečů o práci
- Konkursy v divadle a získání role
- Obhajoba disertace a zisk titulu Ph.D.
- Testy k získání řidičského průkazu a legální oprávnění řídit
- Farářská zkouška
- Odborné zkoušky ke získání licence nebo certifikátu (advokátské zkoušky, lékařské zkoušky) a získání licence nebo certifikátu
- Test angličtiny pro nerodilé mluvčí (TOEFL) a uznání schopnosti domluvit se v angličtině (v případě, že je třeba dosáhnout minimálního skóre, nikoli v podniku nebo ve škole pro účely přijetí)

## Účastníci/zájmové strany
Systém vysokých sázek má patrně prospívat někomu jinému než testovanému. V případě licencí a certifikací ve zdravotnictví je cílem testu chránit veřejnost před nekompetentními lékaři. Individuální sázky studenta medicíny a lékařské školy jsou v rovnováze se sázkou společnosti umožňující povolit praxi neschopnému uchazeči.
V testu může jít o „velké sázky“ přináší-li důsledky i pro další účastníky kromě testovaného. Jednotlivý student medicíny například neuspěje u licenční zkoušky a nebude mít možnost vykonávat své povolání. Jestliže však u zkoušky neuspěje více studentů ze stejné školy, může být ohrožena její pověst, případně akreditace. Obdobně i testování v rámci amerického programu No Child Left Behind nemá žádné přímé negativní důsledky pro studenty, kteří neuspějí, ale může mít vážné důsledky pro jejich školy včetně ztráty akreditace, krácení financí, platy učitelů, zaměstnání učitelů nebo změny ve vedení školy. „Sázky“ jsou v tomto případě vysoké pro školy, ale nízké pro jednotlivé testované.

## Hodnocení používané pro rozhodné testování
Pro rozhodný test může být použita jakákoli forma hodnocení. Často je volen test s větším množstvím položek v tzv. formátu multiple-choice, tedy volbou správné odpovědi z uzavřené nabídky možností. Rozhodné hodnocení může sestávat i z odpovědí na otevřené otázky nebo z praktické části. Typická rozhodná zkouška pro licenci zdravotní sestry například prověří, že sestra dokáže zavést nitrožilní sondu, a sestra musí daný úkon předvést. Těmto hodnocením se říká autentické hodnocení nebo testy výkonu.
Některé rozhodné testy jsou standardizovány (kdy všichni skládají zkoušku v přijatelně srovnatelné podobě) a očekává se, že standardizace zaručí všem studentům spravedlivou a nestrannou šanci na úspěch. Některé rozhodné testy naopak nejsou standardizované – například konkurs v divadle.
Obdobně jako jiné testy mohou rozhodné testy být ověřovací nebo srovnávací. Například písemná část zkoušky ke získání řidičského průkazu je typicky ověřovací – úspěšně ji může složit neomezený počet uchazečů, kteří správně zodpoví určité procento otázek. Naproti tomu eseje, které tvoří část právnických zkoušek[zdroj?], jsou často testem srovnávacím, kde nejhorší eseje propadnou a nejlepší projdou bez ohledu na celkovou kvalitu esejů.

## Kritika
Rozhodné testy jsou často kritizovány z následujících důvodů:
- Test neměří správně znalosti nebo dovednosti testovaného. Například se test může tvářit jako všeobecný test čtenářské gramotnosti, ale ve skutečnosti zjišťuje, zda testovaný četl nebo nečetl určitou knihu.
- Test neměří to, co by jeho kritik chtěl. Test může například přesně změřit, zda student práv získal základní znalosti o právním systému, ale kritik může chtít, aby studenti byli zkoušeni z právní etiky místo právních znalostí.
- Testování je pro některé studenty stresující. Kritici tvrdí, že jelikož někteří lidé podávají pod tlakem spojeným s testem špatný výkon, jakýkoli test měří jejich úroveň pravděpodobně hůř než alternativa bez testu. Říká se tomu tréma.
- Rozhodné testy jsou často administrovány jako jeden dlouhý test. Někteří kritici preferují průběžné hodnocení místo jednoho dlouhého testu. Americká psychologická asociace se například staví proti závěrečným testům na střední škole a říká: „Jakékoli rozhodnutí o pokračování studia jako je opakování, učební podpora nebo absolvování by nemělo být založeno na výsledku jediného testu, ale mělo by brát v úvahu i další relevantní a platné informace.“ Vysoké sázky se ovšem týkají důsledků, nikoli metody testování, takže i v krátkém testu může jít o vysoké sázky.
- Rozhodné testování více svádí k podvádění. Pro řadu testovaných, kteří nemají potřebné znalosti nebo dovednosti, ale umějí podvádět, je podvádění při jedné kritické zkoušce lehčí než naučit se požadovanou látku nebo získat kredity za docházku, za pečlivost nebo v řadě menších testů. Jsou také lidé, kteří by normálně test úspěšně složili, ale nevěří si a rozhodnou se pojistit si výsledek podváděním. Když jsou přistiženi, následky jsou obvykle horší, než kdyby propadli u zkoušky. Navíc v případě, že se výsledky testů používají při rozhodování o výši učitelských platů nebo prodloužení smlouvy nebo pro evaluaci školy, mohou zaměstnanci školy zfalšovat výsledky testů tak, aby vylepšili výkon studentů.
- Někdy je rozhodný test vázán na kontroverzní odměnu. Někteří lidé si například myslí, že osvědčení ze střední školy by mělo potvrzovat nabytí určitých dovedností nebo znalostí, takže rozhodné hodnocení je způsobem, jak lidem, kteří neprokáží potřebné dovednosti, osvědčení neudělit. Podle jiného přístupu by závěrečná zkouška a osvědčení měla představovat pouze potvrzení o docházce, takže student, který poctivě docházel do školy, ale neumí číst a psát, by mohl požívat sociální výhody absolvování střední školy. Toto využití testů – odepřít osvědčení o absolvování střední školy a tím i celoživotní přístup k většině zaměstnání a vyššímu vzdělání – je kontroverzní i v případě, že samotný test správně určí studenty, kteří nemají potřebné dovednosti. Kritika je většinou formulována jako přílišné spoléhání na jediné hodnocení nebo s odkazem na sociální spravedlnost, tj. jestliže testovaný nemá určité dovednosti, není to jenom jeho chyba. Příkladem může být student, který neumí číst vinou nekvalifikovaných učitelů nebo starší osoba ve stádiu pokročilé demence, která nemůže uspět u zkoušky na řidičský průkaz kvůli ztrátě kognitivních funkcí.
- V testech mohou být penalizováni testovaní, kteří nezískali potřebné dovednosti, ale nikoli vlastní vinou. To, že testovaný neovládá určitou dovednost, nemusí být jeho chyba, rozhodné testy nicméně měří pouze osvojení dovednosti bez ohledu na to, zda testovaní měli stejné podmínky ke zvládnutí látky. Majetní studenti mohou navíc využívat soukromé doučování nebo programy přípravy na zkoušky, aby dosáhli lepších výsledků. Někteří dobře postavení rodiče platí velké částky za to, aby se děti připravily na test. Kritici to pokládají za nespravedlivé vůči studentům, kteří si nemohou dovolit další vzdělávací služby.
- Rozhodné testy odhalí, že někteří testovaní neznají požadovanou látku nebo si neosvojili potřebné dovednosti. To, že tito lidé neuspějí, může být prospěšné pro společnost, ale pro jednotlivce může mít opakovaný neúspěch závažné důsledky. Například člověk, který neuspěje u řidičských testů, nemůže legálně řídit auto a znamená to pro něj, že se nedostane do práce a může dokonce přijít o místo, jestliže neexistují alternativní možnosti dopravy. Takový člověk může být vystaven ostudě ve společnosti, když jeho známí zjistí, že v důsledku nedostatečných dovedností přišel o řidičský průkaz. V kontextu středoškolských závěrečných zkoušek se školy se špatnými výsledky formálně postavily proti rozhodným testům poté, co byly zveřejněny jejich špatné výsledky a školy čelily politické ostudě.[zdroj?] Školy kritizovaly rozhodné testy také proto, že odhalily studenty, kteří neměli požadované znalosti.